# Ориги, Дивок
Ди́вок О́кот Ори́ги (нидерл. Divock Okoth Origi; род. 18 апреля 1995[…], Остенде, Фламандский регион) — бельгийский футболист кенийского происхождения, нападающий клуба «Милан Futuro». Выступал за сборную Бельгии.

## Биография
Дивок родился в Остенде в семье профессионального футболиста Майка Ориги — в то время действующего игрока «Генка» и национальной сборной Кении. Его дяди также играли в футбол в кенийской лиге, а двоюродный брат выступал в составе сборной Кении на позиции голкипера.

## Клубная карьера
Футбольное образование Дивок получал в молодёжной академии «Генка», где обучался девять лет. Однако до дебюта в основном составе не дотерпел и в 2010 перебрался в юношескую команду «Лилля». В это же время им интересовался «Манчестер Юнайтед», однако Ориги решил ехать во Францию. Пока «доги» по ходу сезона 2010/11 выигрывали Чемпионат Франции, Дивок добивался большого прогресса в академии. Уже в 16 лет он привлекался к матчам команды U-19, а в мае 2010 начал играть за резервистов.

### «Лилль»
Зимой 2013 года Ориги впервые оказался на скамейке запасных «Лилля». В основном составе «Лилля» Ориги дебютировал 2 февраля 2013 года в домашнем матче против «Труа» (1:1), выйдя на замену на 69 минуте вместо Ронни Родлена и забил гол, принесший «догам» ничью. До конца сезона принял участие ещё в десяти матчах, выходя исключительно на замены. Уже тогда эксперты отличали великолепную физику юного форварда. Благодаря опыту игры в опорной зоне Дивок умел цепляться за мяч и навязывать борьбу опытным защитникам соперника. В следующем сезоне Ориги часто использовался для ротации состава, сыграв в общей сложности в 35 матчах (16 в стартовом составе). На молодёжном чемпионате Европы он забил 2 гола в 3 матчах, а летом 2014 отправился с основной сборной на чемпионат мира, чем привлек внимание скаутов «Ливерпуля».

### «Ливерпуль»
28 июля 2014 года «Ливерпуль» объявил о подписании пятилетнего контракта с Ориги. Сумма трансфера составила 12,6 миллионов евро. Ориги был очень рад оказаться в мерсисайдской команде:
Я очень и очень счастлив, что такой большой клуб, как «Ливерпуль», проявил интерес ко мне. Я действительно очень рад. Знаю, что это клуб с великой историей, с прекрасными фанатами и с отличными игроками в составе. Для меня «Ливерпуль» — один из величайших клубов мира. Я очень рад быть частью этой великой истории.
Ориги дебютировал в основной команде «Ливерпуля» в рамках матча всех звёзд тайской лиги. В той игре форвард забил гол (4:0).

#### Аренды в «Лилль» и «Вольфсбург»
Однако с дебютом на «Энфилде» пришлось подождать до следующего лета, так как по достигнутым договоренностям Дивок должен был вернуться на сезон 2014/15 в ряды «Лилля». В этой команде он провел ещё 44 матча и забил 9 голов. 5 августа Ориги отыграл свой первый матч в Еврокубках, проведя восемь минут квалификационного поединка Лиги чемпионов против «Грассхоппера» (1:1). Впоследствии «доги» проиграли «Порту» и отправились в групповой этап Лиги Европы, где Ориги забил дебютный гол в ворота «Вольфсбурга» (1:1). В ноябре 2014 года появилась информация, что «Ливерпуль» пытается досрочно вернуть Дивока из аренды. По слухам в «Лилле» затребовали от «красных» компенсацию в размере 6 миллионов евро, после чего было решено оставить бельгийца во французской команде до конца сезона. Между тем середина сезона получилась для Дивока разочаровывающей, он не мог забить с сентября по февраль и вновь оказался в запасе. В концовке сезона бельгиец все-таки подправил статистику, после чего отправился в расположение «Ливерпуля».
2 декабря Дивок забил первые голы за «Ливерпуль», оформив хет-трик в поединке Кубка Лиги против «Саутгемптона» (6:1). После этого были голы в матчах против «Вест Бромвича» (2:2) и «Стока» (4:1, дубль). Ориги помог «Ливерпулю» пробиться в финал Лиги Европы, забив по голу в четвертьфинальных матчах против дортмундской «Боруссии». Однако вскоре после этого подвига он получил тяжелую травму в мерсисайдском дерби против «Эвертона» (4:0) и вылетел до конца сезона. Бельгиец смог восстановиться к финалу ЛЕ, но вышел лишь в концовке встречи и ничем не смог помочь своей команде (1:3). В первой половине сезона 2016/17 отметился 5 голами в 16 матчах Премьер-лиги. За сезон 2016/17 годов Ориги так и не смог впечатлить главного тренера команды Юргена Клоппа, хоть и отыграл в 34 матчах Премьер-Лиги, в которых сумел отличиться семью голами и отдать четыре голевые передачи. В результате весь следующий сезон нападающий провёл в аренде.
31 августа 2017 года Ориги перешёл в немецкий «Вольфсбург» на правах аренды до конца сезона 2017/2018. Аренда без права выкупа контракта футболиста обошлась «Вольфсбургу» в 3 млн евро. В услугах бельгийского нападающего был заинтересован лично главный тренер «волков» Мартин Шмидт. Ориги буквально сразу же стал основным нападающим команды Шмидта, и всегда начинал матч в основном составе. Дебютный гол бельгиец смог забить в своем третьем матче за «волков», в поединке против «Вердера» (1:1).
За свои стартовые десять матчей в Бундеслиге Ориги смог забить четыре гола и отдать одну результативную передачу. Однако в дальнейшем результативность бельгийца значительно снизилась и следующий свой гол он смог забить лишь 3 февраля, поразив ворота «Штутгарта». После этого последовала двенадцатиматчевая безголевая серия и как следствие потеря места в стартовом составе команды.

#### Возвращение в «Ливерпуль»
Официальный дебют Ориги в «Ливерпуле» прошел лишь 12 сентября 2015 года в поединке против «Манчестер Юнайтед» (1:3). Брендан Роджерс не особо доверял Ориги и вскоре поползли слухи о возможной аренде игрока. Однако в ноябре на пост главного тренера был назначен Юрген Клопп. Это событие, а также эпидемия травм, настигнувшая мерсисайдский коллектив, помогли Ориги пробиться в стартовый состав «красных».
После возвращения из Германии бельгиец стал игроком ротации «Ливерпуля», в то время как основными нападающими являлись Мохаммед Салах, Садио Мане и Роберто Фирмино. Несмотря на это Ориги сумел забить несколько важных голов за сезон. Так, 2 декабря 2018 года на последних минутах матча он забил единственный гол в ворота «Эвертона», принеся команде победу в мерсисайдском дерби, а 4 мая его гол помог «Ливерпулю» вырвать победу у «Ньюкасла» и продолжить борьбу за чемпионство. Однако самыми важными голами в ливерпульской карьере Дивока стал дубль в ворота «Барселоны» в ответном матче полуфинала Лиги чемпионов 7 мая 2019 года. Эти голы помогли подопечным Клоппа совершить невероятный камбэк и после поражения 0:3 в первом матче одержать победу со счётом 4:0 и выйти в финал турнира. 1 июня вышел на замену вместо Роберто Фирмино в финальном матче Лиги чемпионов сезона 2018/19 на 68 минуте и забил победный гол на 87 минуте, став вторым бельгийцем, забившим в финале Лиги Чемпионов (первым был Янник Карраско из «Атлетико», забивший в финале сезона 2015/2016). Этот мяч поставил точку в матче и позволил «Ливерпулю» взять свой шестой трофей престижного турнира.
21 декабря 2019 года, в рамках Клубного чемпионата мира 2019, в финале против «Фламенго» вышел на замену на 116 минуте. «Ливерпуль» смог довести игру до победы и взять трофей, закончив год с ещё одним титулом.
9 июня 2022 года «Ливерпуль» официально объявил об уходе Ориги в связи с окончанием срока контракта и посвятил его уходу отдельный пост в Twitter:
Спасибо за невероятные восемь лет службы и за то, что оставили нам так много особых воспоминаний. Дивок Ориги, легенда «Ливерпуля».

### «Милан»
5 июля 2022 года «Милан» подписал контракт с нападающим до конца сезона 2025/2026.

## Выступления за сборную
Дивок не пошёл по стопам всех своих родственников, решив представлять на международной арене сборную Бельгии (хотя кенийская федерация футбола направляла официальное приглашение играть за сборную Кении). Играл за сборную Бельгии различных возрастов. Особенно успешен был в команде до 19 лет, в которой забил 10 голов в 19 встречах. 2 мяча Дивок забил в финальном этапе Евро-2013, однако его команда не смогла выйти в плей-офф. Ориги попал в заявку сборной Бельгии на чемпионат Мира 2014 и дебютировал непосредственно на турнире, выйдя на замену в поединке против Алжира (1:0).
Во втором матче против России Дивок забил гол (1:0). Он стал самым молодым игроком Бельгии, забивавшим на Мундиалях (19 лет 2 месяца и 3 дня), а также первым кенийцем, когда-либо отличавшемся в финальных стадиях ЧМ. Король Бельгии Филипп и его супруга королева Матильда решили провести встречу с футболистами и тренерским штабом после матча со сборной России на чемпионате мира 2014. Во время общения с игроками королева Бельгии Матильда перепутала нападающего Ромелу Лукаку с партнёром по команде Дивоком Ориги и поздравила нападающего «Эвертона» с победным голом. По итогам 2014 года стал самым многообещающим спортсменом года в Бельгии.
Впоследствии Ориги регулярно вызывался в сборную «красных дьяволов» на матчи квалификации к ЧЕ-2016 и забил гол в ворота Андорры (6:0). Летом 2016 21-летний Дивок отправился уже на второй крупный турнир в составе основной сборной Бельгии. Это был Чемпионат Европы во Франции, на котором Ориги выходил в основном на замены, а его команда дошла до четвертьфинала.

## Достижения

### Командные
«Ливерпуль»
- Чемпион Англии: 2019/20
- Обладатель Кубка Англии: 2021/22
- Победитель Лиги чемпионов УЕФА: 2018/19
- Обладатель Суперкубка УЕФА: 2019
- Обладатель Кубка Футбольной лиги: 2021/22
- Победитель Клубного чемпионата мира: 2019

### Личные
- Самый многообещающий спортсмен года в Бельгии: 2014

## Статистика
| Клуб                 | Сезон                | Чемпионат            | Чемпионат | Чемпионат | Кубки | Кубки | Кубок Лиги | Кубок Лиги | Еврокубки | Еврокубки | Другие | Другие | Всего | Всего |
| Клуб                 | Сезон                | Лига                 | Игры      | Голы      | Игры  | Голы  | Apps       | Goals      | Apps      | Goals     | Apps   | Goals  | Apps  | Goals |
| -------------------- | -------------------- | -------------------- | --------- | --------- | ----- | ----- | ---------- | ---------- | --------- | --------- | ------ | ------ | ----- | ----- |
| Лилль                | 2012-13              | Лига 1               | 10        | 1         | 0     | 0     | 0          | 0          | 0         | 0         | —      | —      | 10    | 1     |
| Лилль                | 2013-14              | Лига 1               | 30        | 5         | 4     | 1     | 1          | 0          | —         | —         | —      | —      | 35    | 6     |
| → Лилль              | 2014-15              | Лига 1               | 33        | 8         | 1     | 0     | 2          | 0          | 8         | 1         | —      | —      | 44    | 9     |
| Всего за «Лилль»     | Всего за «Лилль»     | Всего за «Лилль»     | 73        | 14        | 5     | 1     | 3          | 0          | 8         | 1         | —      | —      | 89    | 16    |
| Ливерпуль            | 2015-16              | Премьер-лига         | 16        | 5         | 1     | 0     | 4          | 3          | 12        | 2         | —      | —      | 33    | 10    |
| Ливерпуль            | 2016-17              | Премьер-лига         | 34        | 7         | 3     | 1     | 6          | 3          | —         | —         | —      | —      | 43    | 11    |
| Ливерпуль            | 2017-18              | Премьер-лига         | 1         | 0         | —     | —     | —          | —          | 0         | 0         | —      | —      | 1     | 0     |
| → Вольфсбург         | 2017-18              | Бундеслига           | 31        | 6         | 3     | 0     | —          | —          | —         | —         | 2      | 1      | 36    | 7     |
| Ливерпуль            | 2018-19              | Премьер-лига         | 12        | 3         | 1     | 1     | 0          | 0          | 8         | 3         | —      | —      | 21    | 7     |
| Ливерпуль            | 2019-20              | Премьер-лига         | 28        | 4         | 3     | 0     | 1          | 2          | 6         | 0         | 4      | 0      | 42    | 6     |
| Ливерпуль            | 2020-21              | Премьер-лига         | 9         | 0         | 2     | 0     | 2          | 1          | 4         | 0         | 0      | 0      | 17    | 1     |
| Ливерпуль            | 2021-22              | Премьер-лига         | 7         | 3         | 1     | 0     | 3          | 2          | 7         | 1         | —      | —      | 18    | 6     |
| Всего за «Ливерпуль» | Всего за «Ливерпуль» | Всего за «Ливерпуль» | 107       | 22        | 11    | 2     | 16         | 11         | 37        | 6         | 4      | 0      | 176   | 41    |
| Всего за карьеру     | Всего за карьеру     | Всего за карьеру     | 221       | 44        | 19    | 3     | 19         | 11         | 45        | 7         | 6      | 1      | 310   | 66    |

1 матч в Суперкубке Англии, 1 матч в Суперкубке УЕФА и 2 матча на Клубном чемпионате мира в этой таблице не учтены.
| Сборная | Год   | Игры | Голы |
| ------- | ----- | ---- | ---- |
| Бельгия | 2014  | 13   | 3    |
| Бельгия | 2015  | 4    | 0    |
| Бельгия | 2016  | 6    | 0    |
| Бельгия | 2017  | 2    | 0    |
| Бельгия | 2018  | 1    | 0    |
| Бельгия | 2019  | 3    | 0    |
| Бельгия | 2021  | 2    | 0    |
| Бельгия | 2022  | 1    | 0    |
| Всего   | Всего | 32   | 3    |

| # | Дата            | Место проведения                          | Соперник | Гол | Результат | Соревнование                                         |
| - | --------------- | ----------------------------------------- | -------- | --- | --------- | ---------------------------------------------------- |
| 1 | 22 июня 2014    | Маракана, Рио-де-Жанейро, Бразилия        | Россия   | 1-0 | 1-0       | Чемпионат мира по футболу 2014                       |
| 2 | 10 октября 2014 | Стадион короля Бодуэна, Брюссель, Бельгия | Андорра  | 4-0 | 6-0       | Чемпионат Европы по футболу 2016 (отборочный турнир) |
| 3 | 12 ноября 2014  | Стадион короля Бодуэна, Брюссель, Бельгия | Исландия | 2-1 | 3-1       | Товарищеский матч                                    |